# Seleção Grega de Beisebol
A Seleção Grega de Beisebol representa a Grécia nas competições internacionais de beisebol, como o Campeonato Europeu e a Copa do Mundo.